# شیطان (فیلم ۱۹۲۰)
شیطان (آلمانی: Satanas) یک فیلم صامت در سبک درام و ترسناک به کارگردانی فریدریش ویلهلم مورنائو است که در سال ۱۹۲۰ منتشر شد.
تکه‌هایی از این فیلم در آرشیو «سینماتک فرانسه» نگهداری می‌شود.

## بازیگران
- فریتس کورتنر
- کنراد وایت
- ارنست هوفمان
- زادیا گتزا
- یارو فورت
- ارنست اشتال-ناخبار
- ماریا لئیکو
- الزا واگنر